# 도깨비 캡처 보물산의 전설
《도깨비 캡처 보물산의 전설》은 대전광역시의 설화 〈보문산 전설〉을 바탕으로 스튜디오아이레가 제작한 대한민국의 애니메이션이다. 2022년 5월 2일부터 23일까지 애니박스에서 파일럿으로 방영했으며, 2023년 3월 29일부터 5월 17일까지 매주 수요일 오후 5시에 KBS 2TV에서 정식으로 방영했다. 단행본은 단권으로 액세스 코리아에서 간행했다.

## 방영 시간
| 방송 채널 | 방송일                     | 방송 시간 |
| --------- | -------------------------- | --------- |
| 애니박스  | 2022년 5월 2일 ~ 23일      | 종료      |
| KBS 2TV   | 2023년 3월 29일 ~ 5월 17일 | 종료      |

## 등장 인물
- 가람
- 봉발
- 나무꾼
- 형

## 우리말 출연
- 윤성혜: 가람, 형수
- 이선호: 봉발
- 이동훈: 나무꾼
- 정의택: 형

## 제작진
- 책임프로듀서 - 김자현
- 프로듀서 - 이순주
- 원작 - 스튜디오아이레
- 기획총괄 - 김병수
- 제작책임 - 박지호, 양선주
- 시나리오 - 정용석, 이경배
- 캐릭터디자인 - 오다미
- 스토리보드 - 임현택
- 배경디자인 - 안영란, 이정은, (주)스튜디오아이레
- 아트디렉터 - 전홍덕, 이은선, 김영주
- 애니메이션감독 - 임현택, 지유나
- 애니 제작 - (주)매직영상, (주)스튜디오아이레
- 원화 - 송문정, 장인선, 오혜란
- 동화 - 정은진, 이진아
- 디지털채색 - 이정혜, 홍혜연
- 영상편집·디지털촬영 - 양정기
- 음악 - 조혜은
- 작사·곡 - 신푸름
- 노래 - 윤성혜
- 마케팅 - 이용일
- 제작지원 - (재)대전정보문화산업진흥원
- 홈페이지제작 - 김하늘, KBS미디어
- 종합편집 - 정혜원, 이수은
- 자막디자인 - 황은서
- 조연출 - 차한결
- 연출 - 이순주
- 기획 - KBS
- 제작 - 엑세스 코리아, TOON STUDIO AIRE
- 저작권 - 스튜디오아이레 ALL Rights Reseryed.

## 방영 목록
| 화차      | 제목                    | 방송 일자       |
| --------- | ----------------------- | --------------- |
| 1화       | 신비한 미르에서!        | 2023년 3월 29일 |
| 2화       | 나뭇꾼의 보물은?        | 2023년 4월 5일  |
| 3화       | 도깨비 주머니를 쫓아라! | 2023년 4월 12일 |
| 4화       | 열려라 문!              | 2023년 4월 19일 |
| 5화       | 형님은 어디에?          | 2023년 4월 26일 |
| 6화       | 수수께끼의 주인은?      | 2023년 5월 3일  |
| 7화       | 형과 아우               | 2023년 5월 10일 |
| 최종화(8) | 보물산의 탄생           | 2023년 5월 17일 |